# Samoanska tala
Samoanska tala, ISO 4217: WST je službeno sredstvo plaćanja na Samoi. Označava se simbolom WS$, a dijeli se na 100 sene.
Samoanska tala je uvedena 1967. godine, kada je zamijenila samoansku funtu i novozelandski dolar, i to u omjeru 2 tale za 1 funtu, odnosno 1 tala za 1 novozelandski dolar.
U optjecaju su kovanice od 10, 20, 50 sene, te 1 i 2 tala, i novčanice od 2, 5, 10, 20, 50, 100 tala.